# Zea mays subsp. huehuetenangensis
Sous-espèce
Classification phylogénétique
Zea mays subsp. huehuetenangensis est une sous-espèce de plantes de l'espèce Zea mays et de la famille des Poacées. Il s'agit d'une téosinte, proche de Zea mays mays, le maïs, endémique du Guatemala. Elle est connue localement sous le nom de maiz de pajaro ou maiz de huiscatote. Son épithète spécifique, huehuetenangensis, signifie « qui provient du Huehuetenango », un département du Guatemala.

## Distribution
Zea mays huehuetenangensis est assez rare et pousse dans la région de Huehuetenango dans le nord-ouest du Guatemala, près de la frontière du Mexique, entre 900 et 1 650 mètres d'altitude. Elle pousse dans les forêts tropicales humides et est commune comme adventice le long des champs et dans les parcelles de maïs abandonnées,.

## Description
Plante annuelle plante herbacée, elle mesure à maturité plus de 5 m de haut (ce qui est très grand pour un téosinte et produit plus de 20 grandes panicule mâles en fin décembre-début janvier avec des épillets de 5 à 7 mm de long, ce qui les distingue de Zea mays mexicana. Ses fruits sont triangulaires, petits, pesant environ entre 3 060 mg. Son cycle de vie est de 7 à 8 mois entre la germination et la maturation des graines, ce qui est très long comparativement aux autres téosintes.

## Taxon proche
D'une morphologie difficilement discernable de Zea mays parviglumis, elle a été considérée comme une variété de celle-ci sous le nom de Zea mays subsp. parviglumis var huehuetenangensis. Elle s'en distingue pas sa taille plus grande, ses feuilles essentiellement glabres, et ses panicules staminées plus petites avec moins de 40 ramifications. Ses caractéristiques écologiques, phénologiques et moléculaires sont également différentes.

## Génétique
Fleurissant à la même saison de mi-décembre à mi-janvier, à la fin de la saison des pluies, possédant un nombre de chromosomes identiques et une morphologie génomique très proche du maïs Zea mays mays, Zea mays huehuetenangensis s'hybride spontanément avec celui-ci et il n'est pas rare de trouver jusqu'à 8 % d'hybrides aux abords des champs de maïs (et inversement dans le maïs lui-même). Selon certains chercheurs il pourrait être un intermédiaire entre le maïs cultivé et son ancêtre sauvage Zea mays parviglumis.

## Synonymie
Zea mays huehuetenangensis a pour synonyme :
- Zea mays var. huehuetenangensis Iltis & Doebley (1980)